# Jiří Tichý
Jiří Tichý (Jeneč, Checoslovaquia, 6 de diciembre de 1933-Podivín, República Checa, 26 de agosto de 2016) fue un futbolista checo que se desempeñaba como defensa.

## Selección nacional
Fue internacional con la selección de fútbol de Checoslovaquia en 19 ocasiones. Formó parte de la selección subcampeona de la Copa del Mundo de 1962.

### Participaciones en Copas del Mundo
| Mundial                        | Sede  | Resultado  | Partidos | Goles |
| ------------------------------ | ----- | ---------- | -------- | ----- |
| Copa Mundial de Fútbol de 1962 | Chile | Subcampeón | 1        | 0     |

### Participaciones en Eurocopas
| Copa          | Sede    | Resultado    | Partidos | Goles |
| ------------- | ------- | ------------ | -------- | ----- |
| Eurocopa 1960 | Francia | Tercer lugar | 0        | 0     |

## Clubes
| Equipo        | País           | Año       |
| ------------- | -------------- | --------- |
| CH Bratislava | Checoslovaquia | 1954-1963 |
| Sparta Praga  | Checoslovaquia | 1963-1969 |

## Palmarés

### Campeonatos nacionales
| Título                 | Equipo        | País           | Año  |
| ---------------------- | ------------- | -------------- | ---- |
| Primera División       | CH Bratislava | Checoslovaquia | 1959 |
| Copa de Checoslovaquia | Sparta Praga  | Checoslovaquia | 1964 |
| Primera División       | Sparta Praga  | Checoslovaquia | 1965 |
| Primera División       | Sparta Praga  | Checoslovaquia | 1967 |

### Copas internacionales
| Título             | Equipo         | Sede           | Año  |
| ------------------ | -------------- | -------------- | ---- |
| Copa Internacional | Checoslovaquia | Checoslovaquia | 1960 |
| Copa Intertoto     | CH Bratislava  | Padua (Italia) | 1963 |
| Copa Mitropa       | Sparta Praga   | Checoslovaquia | 1964 |

### Distinciones individuales
| Distinción                                       | Año  |
| ------------------------------------------------ | ---- |
| Cena Václava Jíry                                | 1998 |
| Incluido en el Salón de la Fama del Fútbol Checo | 2011 |